# Талантов, Пётр Валентинович
Пётр Валенти́нович Тала́нтов (род. 12 июля 1974, Казань) — российский предприниматель, научный журналист. По образованию — врач-терапевт и врач-эндокринолог. Основатель и до 2018 года руководитель научно-просветительского фонда «Эволюция». В настоящий момент входит в несколько экспертных научных сообществ. Автор книги «0,05. Доказательная медицина от магии до поисков бессмертия», получившей премии «Просветитель» 2019 года, имени Александра Беляева и медицинскую литпремию «Здравомыслие» в 2020-м.

## Биография
В 1997 году окончил Казанский государственный медицинский университет по специальности врач-терапевт. В 2000 году — ординатуру Казанской государственной медицинской академии по специальности эндокринология.
… я недолго проработал в медицине. Потому что тогда было не очень много возможностей. То есть был выбор <...> или дежурить по ночам, за это не очень много доплачивали, либо продавать сомнительные добавки. Я ушел из медицины, наверное, в какой-то степени к сожалению для себя.Пётр Талантов
В 1999 году начал карьеру в бизнесе и создал компанию по доставке цветов «Флорист.ру», на 2019 год по-прежнему остаётся её владельцем. В 2014-м журнал «Коммерсант Секрет Фирмы» включил Талантова в топ-100 российских интернет-миллионеров со стоимостью активов в 21 миллион долларов.
В августе 2014-го Талантов организовал публичную научную дискуссию после заявления мэра Казани Ильсура Метшина, что теория эволюции Чарльза Дарвина не доказана учёными и не должна преподаваться в школе. В диалоге о происхождении человека участвовали учёные и представители религии: биоинформатик и генетик Михаил Гельфанд, учёный и священник Дмитрий Черепанов, биолог Фёдор Кондрашов, первый заместитель муфтия Республики Татарстан Рустам-хазрат Батров, автор программы «Введение в христианское естествознание» Галина Муравник. Мероприятие собрало 650 слушателей и подтолкнуло предпринимателей Талантова и Ярослава Швецова, организовавших дискуссию, создать просветительский проект «Инициативная группа „Думай!“», которая до настоящего времени организует научно-популярные лекции в Казани. С 2014 по 2019 год группа провела более 10 крупных лекториев, где спикерами в разное время выступали известные ученые — биологи Александр Марков и Вячеслав Дубынин, нейробилог Василий Ключарёв и другие. Помимо Казани группы инициативы «Думай!» работают в Ульяновске и Самаре.
В 2015 году Талантов основал фонд «Эволюция» и оставался его руководителем до 2018 года. За время его лидерства в фонде сформировались основные направления деятельности: книгоиздание, борьба с лженаукой, перевод мультимедийных материалов, научные мероприятия, научные школы, поддержка учителей, школа лекторов. За 2016—2017 год при поддержке фонда вышло 16 научно-популярных книг, из них в шортлист премии «Просветитель» вошли «Достающее звено. Книга первая. Обезьяна и все-все-все» Станислава Дробышевского, «В интернете кто-то неправ! Научные исследования спорных вопросов» Аси Казанцевой, «Воля и самоконтроль. Как гены и мозг мешают нам бороться с соблазнами» Ирины Якутенко и «От атомов к древу: Введение в современную науку о жизни» Сергея Ястребова. Научно-популярные лекции «Эволюции» проходили в 24 городах России. Фонд бесплатно обучает популяризаторов науки в «Школе лекторов», подготовив более 60 специалистов. Для учителей по книгам Александра Панчина «Сумма биотехнологии», Александра Маркова «Рождение сложности» и Карла Циммера «Паразит — царь природы» фонд разработал комплекты методических пособий. В этот же период были запущены две краудфандинговые кампании на «Planeta.ru», где удалось собрать 3,5 млн рублей на работу фонда.
С 2016 по 2017 год Талантов сотрудничал с Комиссией РАН по борьбе с лженаукой и входил в рабочую группу, которая выпустила Меморандум № 2 «О лженаучности гомеопатии». Меморандум вызвал общественный резонанс и был широко освещён даже в зарубежных изданиях. Так о меморандуме писали The Independent, Nature и Science-Based Medicine. С 2018 года Талантов входит в Комиссию по противодействию фальсификации научных исследований РАН, задача которой «проведение аналитической, методической и экспертной работы, направленной на выявление фальсификации научных исследований». Являлся членом Общества специалистов доказательной медицины, одно из направлений деятельности которого — «образовательная деятельность по проблемам методологии проведения клинических и эпидемиологических исследований, статистического анализа данных, критической оценки научных публикаций и систематизации научной информации». Вышел из Общества в августе 2021 г. после публикации заявления ряда членов общества о научной необоснованности ограничения прав граждан в связи с их невакцинированностью против COVID-19.
Талантов ведёт экспертную колонку в научно-популярной газете «Троицкий вариант — Наука» и выступает внештатным автором для общественно-политического издания «Новая газета».
В апреле 2019 года вышла его научно-популярная книга о медицине — «0.05 Доказательная медицина от магии до поисков бессмертия». Книга в 2019 году стала лауреатом премии научно-популярной литературы «Просветитель» в категории «Естественные и точные науки». Впервые в истории конкурса читательский выбор шортлиста совпал с выбором жюри. В 2020-м книга получила ещё две литературные премии: имени писателя-фантаста Александра Беляева в номинации «Научно-художественная книга» и литературную премию в области медицины «Здравомыслие 2020» в номинации «Шаг вперёд».